# Rōshi
Rōshi (老師) (em japonês: "velho professor"; "velho mestre"; pinyin chinês: Lǎoshī) é um título no budismo zen com diferentes usos dependendo da seita e do país. No Rinzai Zen, o termo é reservado apenas para indivíduos que receberam inka shōmei, ou seja, aqueles que concluíram todo o currículo da prática de kōan. Nas doutrinas budistas do Sōtō Zen e Sanbo Kyodan, é usado de forma mais livre. Esse é especialmente o caso nos Estados Unidos e na Europa, onde quase todo professor que recebeu a transmissão do dharma pode ser chamado de rōshi, ou mesmo usá-lo para se referir a si mesmo, uma prática nunca vista no Japão.
O japonês rōshi é uma tradução do mais antiquado chinês Laozi (Wade-Giles; Lao Tzu), que significa "Velho Mestre" e conota o arquétipo de um velho sábio. O chinês moderno 老師 / 老师 (chinês pinyin: Lǎoshī) é uma palavra comum para professor ou professor sem a conotação religiosa ou espiritual de rōshi. O budismo chinês Chán (Zen é a transliteração japonesa de Chán) usa o título semanticamente relacionado 師父 / 师父 ou mandarim shīfu (cantonês: sifu), literalmente "pai mestre" ou "pai dos mestres", ou 師傅 / 师傅, literalmente "mestre professor" ou "professor de mestres"; ambos pronunciados "shīfu" em mandarim) como um título honorífico para os mestres mais elevados, mas também pode ser usado no tratamento respeitoso de monges e freiras em geral.
Tradicionalmente, o termo rōshi tem sido aplicado como um título honorífico respeitoso a um professor Zen significativamente mais velho, considerado por ter amadurecido em sabedoria e ter alcançado uma compreensão e expressão superiores do Dharma (japonês: mujōdō no taigen). Normalmente, um rōshi terá recebido a transmissão do dharma (Jap: inka shōmei) muitos anos atrás e de um abade ou diretor espiritual de um mosteiro, o qual está muito velho para carregar essas responsabilidades.